# Ofegament
L'ofegament és el procés d'experimentació d'impediment respiratori a causa de la immersió en un líquid. El quasi ofegament és la supervivència a un esdeveniment d'ofegament que comprèn inconsciència o inhalació d'aigua; pot comportar complicacions secundàries importants o, fins i tot, la mort, possiblement fins a 72 hores després. Ocorre de manera més freqüent als homes i als joves.
L'ofegament és un procés ràpid i silenciós, encara que pot ser precedit de patiment, el qual és més visible. Una persona que s'està ofegant és incapaç de cridar per demanar ajuda o fer-se notar per cridar l'atenció, ja que no pot obtenir prou aire. La resposta instintiva a l'ofegament és el conjunt final de reaccions autònomes durant els 20-60 segons abans de l'enfonsament, i davant d'una persona que no hi estigui acostumada pot semblar similar a un comportament calmat i segur. Els socorristes i altres persones entrenades en el rescat aprenen a reconèixer persones que s'estan ofegant tot observant aquests moviments instintius.
L'ofegament és la tercera causa de lesió no intencionada o de mort a tot el món; representa un 7% de totes les morts relacionades amb lesiones (aproximadament 338.000 morts per ofegament el 2004, excloent les causades per desastres naturals). Un 96% d'aquestes morts ocorren en països de baixa i mitjana renda. En molts països, l'ofegament és una de les principals causes de mort de nens per sota dels 12 anys. Per exemple, als Estats Units, l'ofegament és la segona causa de mort (després dels accidents de vehicle motoritzat) en nens de menys de 12 anys. La taxa d'ofegament en poblacions d'arreu del món varia considerablement segons l'accés a l'aigua, el clima i la cultura nacional referent a la natació.
La definició següent fou acceptada pel Congrés mundial de l'ofegament l'any 2002 i, a continuació, per l'Organització Mundial de la Salut el 2005: «l'ofegament és el procés que consisteix a experimentar un impediment respiratori a causa de la submersió/immersió en un líquid». Aquesta definició no implica fatalitat, ni tan sols la necessitat de tractament mèdic després de l'ofegament, ni tampoc que qualsevol tipus de fluid entri als pulmons. L'OMS recomanà més tard que «les conseqüències de l'ofegament es classifiquen com a: mort, morbiditat i no morbiditat».